# Max veut grandir

Max veut grandir  est un court-métrage français, muet réalisé par Max Linder en 1912.

## Synopsis
Mme Giacordy n'accepte de se marier qu'avec une personne beaucoup plus grande qu'elle. Max tente alors sa chance, d'abord il utilise des échasses, puis il s'en remet aux effets d'une nouvelle machine révolutionnaire. Mais comme il ne sait pas l'utiliser, c'est l'inverse qui se produit et le voila à présent petit et gros. Après avoir eu recours à l'électricité, il parviendra à gagner le cœur de la belle.

## Fiche technique
- Réalisation et scénario : Max Linder
- Société de production et de distribution : Pathé Frères
- Pays : France
- Format : Muet - Noir et blanc - 1,33:1 - 35 mm
- Métrage : 405 m
- Genre : Comédie
- Date de sortie : 
  -  France - 6 décembre 1912

## Distribution
- Max Linder : Max
- Jane Renouard : Jane, sa femme
- Stacia Napierkowska : sa bonne